# Alexander Søderlund
Alexander Toft Søderlund (* 3. August 1987 in Haugesund) ist ein norwegischer Fußballspieler, der er beim FK Haugesund unter Vertrag steht. 

## Vereinskarriere
Søderlund begann seine Karriere in der Jugend seines Heimatvereins FK Haugesund. Schon früh als großes Talent angepriesen, agierte er lange Zeit unauffällig und war aufgrund seines starken Wachstums oft verletzt. Dadurch schaffte er nicht den Sprung in die Profimannschaft. 2006 wechselte er daraufhin zum kleineren Vard Haugesund, für die er daraufhin in der Profimannschaft debütierte. Bei Vard beeindruckte er auf Anhieb mit starken Leistungen, woraufhin er wieder in den Fokus einiger Medien gelangte. Noch vor seinem Profidebüt avancierte er im Alter von 19 Jahren bereits zum U-21-Nationalspieler seines Landes.
Bereits nach seiner ersten Profisaison zog er daraufhin das Interesse der italienischen Vereine US Lecce und Pisa Calcio auf sich. Beide Vereine waren stark an einer Verpflichtung des Spielers interessiert, die Verhandlungen scheiterten jedoch durch das Veto von Vard.
Nach Auslaufen seines Vertrags im Dezember 2007 zeigte der norwegische Ausbildungsverein Sogndal IL großes Interesse an einer Verpflichtung des Spielers und legte ihm nach einem Probetraining ebenfalls ein Vertragsangebot vor. Søderlund wollte nach dem zuvor gescheiterten Transfer nach Italien jedoch unbedingt doch noch den Sprung ins Ausland schaffen und unterzeichnete stattdessen bei dem italienischen Spielerberater Corvino Polomba.
Am 3. Januar 2008 wechselte er zum italienischen Drittligisten SS Virtus Lanciano. Der Wechsel sorgte für Aufsehen in der norwegischen Presse, da Sogndal als Talenteförderungsverein bekannt sei und laut einhelliger Meinung der Journalisten die deutlich bessere Entscheidung für die Entwicklung des Talents gewesen wäre.
Lanciano sollte für Søderlund jedoch lediglich eine Durchzugsstation werden. Er blieb lediglich ein halbes Jahr, um für die Spielzeit 2008/09 einen Vier-Jahres-Vertrag bei der damaligen Serie-B-Mannschaft FBC Treviso zu unterschreiben.
In Treviso folgte der erste große Karriereknick. In der Saisonvorbereitung kam er zwar oft zum Einsatz und erzielte auch einige Tore, wurde aber daraufhin lediglich in der Primavera seines Vereins eingesetzt. Im August 2008 folgte ein Ausleihe an den belgischen Zweitligisten UR Namur. Beim Tabellenletzten Namur absolvierte er daraufhin drei Spiele ohne Torerfolg, ehe er nach drei Monaten wieder zurück nach Italien geholt wurde. Es folgten zwei weitere Monate ohne Profieinsatz, ehe man ihn abermals, diesmal nach Bulgarien, an den Erstligisten Botev Plovdiv auslieh. Die Station Plovdiv verlief noch enttäuschender. Søderlund kam in drei Monaten zu keinem Einsatz und wurde wieder zurückgeschickt.
Als Treviso zum Saisonende aus der Serie B abstieg und nur knapp der Insolvenz entging, versuchte man krampfhaft einen Abnehmer für Søderlund zu finden. Als die Angebote ausblieben, ließ man ihn abermals auf Leihbasis zum amtierenden isländischen Meister FH Hafnarfjörður ziehen.
Beim isländischen Traditionsverein erlangte er einen Stammplatz und konnte zum Saisonende den Gewinn des isländischen Doubles feiern.
Nach Ablauf des Leihvertrages mit Hafnarfjörður entschied sich Treviso gegen eine Verlängerung mit dem Talent. Daraufhin absolvierte er im Januar 2010 ein Probetraining bei dem italienischen Drittligisten Calcio Lecco, bei dem er überzeugen konnte. Daraufhin unterschrieb er einen Vertrag mit einer Laufzeit von vier Monaten bei Lecco.

## Nationalmannschaft
Konträr zu anderen norwegischen Talenten kam Søderlund bis 2006 zu keinem Einsatz in einer Jugendauswahlmannschaft seines Landes. Nach seinem Wechsel zu Vard Haugesund wurde er überraschend noch vor seinem Profidebüt in den Kader der norwegischen U-21-Nationalmannschaft berufen. Am 6. Oktober 2006 folgte sein Debüt beim 1:3-Sieg gegen Dänemark. Er wurde in der 72. Spielminute für Tore Andreas Gundersen eingewechselt.
Nach seinem Debüt wurde er nicht mehr für eine Auswahlmannschaft berücksichtigt.

## Erfolge
Hafnarfjörður
- Isländischer Meister: 2009
- Isländischer Ligapokalsieger: 2009

Rosenborg
- Norwegischer Pokalsieger: 2018